# Thyrgis childon
Thyrgis childon är en fjärilsart som beskrevs av Druce 1885. Thyrgis childon ingår i släktet Thyrgis och familjen björnspinnare. Inga underarter finns listade i Catalogue of Life.